# Buenavista (La Independencia)
Buenavista es una localidad del estado mexicano de Chiapas. Es parte del municipio de La Independencia.

## Demografía
| Gráfica de evolución demográfica |
|                                  |

| Censo | Población |
| ----- | --------- |
| 1910  | 69        |
| 1921  | 33        |
| 1930  | 118       |
| 1940  | 177       |
| 1950  | 217       |
| 1960  | 281       |
| 1970  | 390       |
| 1980  | 519       |
| 1990  | 855       |
| 2000  | 1 099     |
| 2010  | 1 403     |
| 2020  | 1 736     |